# Наймен, Стивен
Сти́вен На́ймен (англ. Steven Nyman; род. 12 февраля 1982 года, Прово) — американский горнолыжник, участник трёх Олимпийских игр (2006, 2010 и 2014), победитель трёх этапов Кубка мира. Специализировался в скоростных дисциплинах.
Чемпион мира среди юниоров 2002 года в слаломе и серебряный призёр в комбинации.
В Кубке мира Наймен дебютировал в 2002 году. В декабре 2006 года впервые попал в тройку призёров этапа Кубка мира, став третьим в скоростном спуске в американском Бивер-Крике, а через 2 недели одержал свою первую победу на этапе Кубка мира, выиграв скоростной спуск в итальянской Валь-Гардене. В следующем сезоне 2007/08 вновь стал призёром скоростного спуска в Бивер-Крике, после чего длительное время не показывал в Кубке мира высоких результатов. Лишь спустя 6 лет после своей победы в Валь-Гардене 30-летний Наймен неожиданно сумел опять выиграть этап в Италии. Спустя два года Наймен выиграл свой третий в карьере этап Кубка мира, вновь став первым в скоростном спуске в Валь-Гардене. Кроме трёх побед на счету Наймена также шесть призовых мест в скоростном спуске на этапах Кубка мира, при этом три из них были достигнуты в американском Бивер-Крике. Лучшим достижением Наймена в общем итоговом зачёте Кубка мира является 20-е место в сезоне 2015/16.
На Олимпиаде-2006 в Турине стартовал в трёх дисциплинах: скоростной спуск — 19-е место, комбинация — 29-е место, супергигант — 43-е место. На Олимпиаде-2010 в Ванкувере стал 20-м в скоростном спуске. В 2014 году на Олимпийских играх в Сочи выступил в скоростном спуске, заняв 27-е место.
За свою карьеру принимал участие в пяти чемпионатах мира (2007, 2011, 2013, 2015, 2019), лучший результат — 4-е место в скоростном спуске на чемпионате мира 2015 года.
Последний раз выходил на старт этапа Кубка мира 3 декабря 2022 года в Бивер-Крике в возрасте 40 лет и 9 месяцев, когда не сумел финишировать в скоростном спуске.
Завершил карьеру после сезона 2022/23.
Использовал лыжи и ботинки производства фирмы Fischer.

## Победы на этапах Кубка мира (3)
| № | Сезон   | Дата        | Место        | Дисциплина           |
| - | ------- | ----------- | ------------ | -------------------- |
| 1 | 2006/07 | 16 дек 2006 | Валь-Гардена | Скоростной спуск     |
| 2 | 2012/13 | 15 дек 2012 | Валь-Гардена | Скоростной спуск (2) |
| 3 | 2014/15 | 19 дек 2014 | Валь-Гардена | Скоростной спуск (3) |